# پوزدیفکا
پوزدیفکا (به لاتین: Pozdeyevka) یک منطقهٔ مسکونی در روسیه است که در استان آمور واقع شده‌است.